# Ulrich Fugger (Humanist)

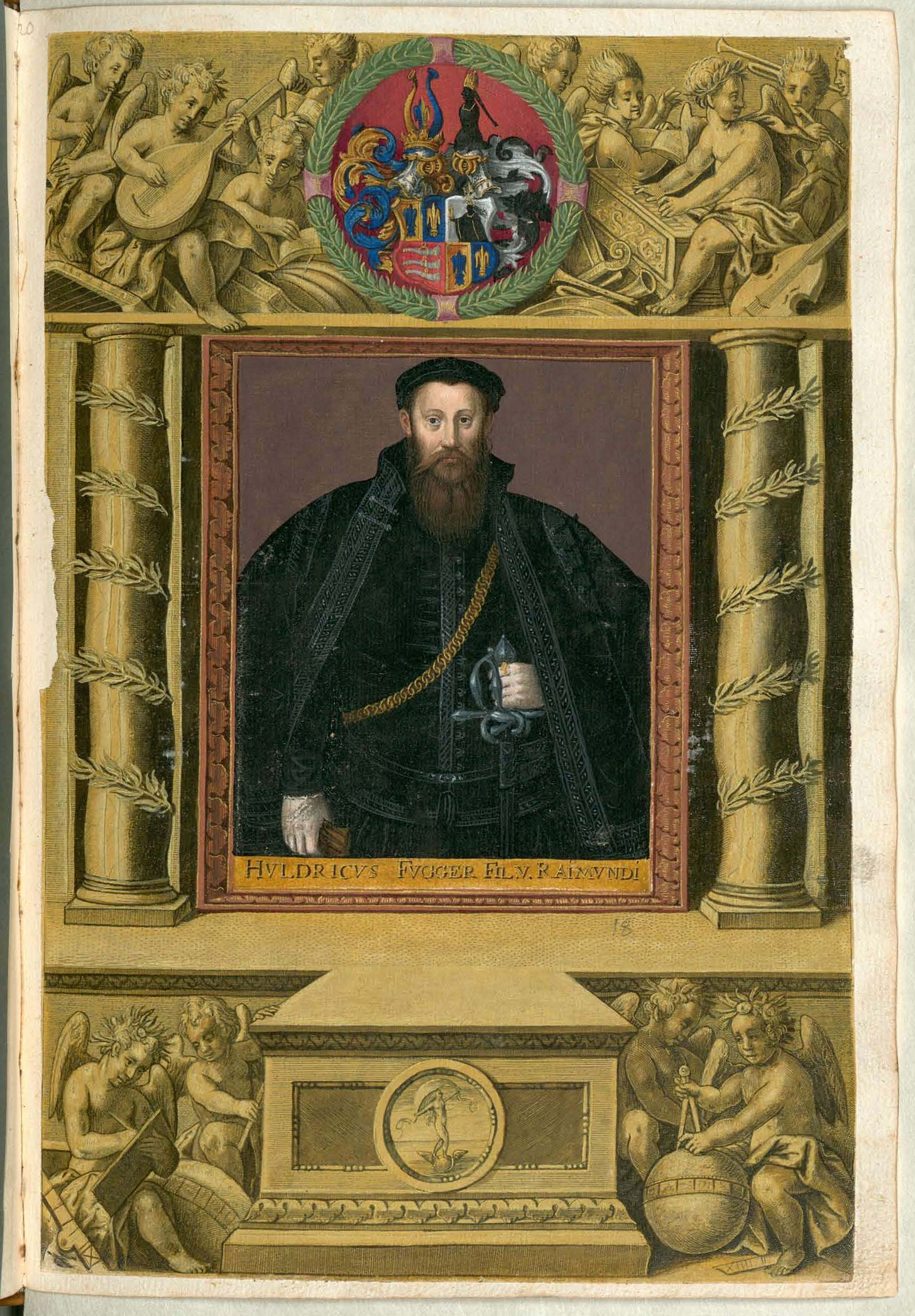
Ulrich Fugger. Kolorierter Kupferstich aus Fuggerorum et Fuggerarum imagines, 1618.

Ulrich Fugger, seit 1530 Graf von Kirchberg  (* 20. April 1526 in Augsburg; † 25. Juni 1584 in Heidelberg) war ein deutscher Humanist und Mitglied der Familie Fugger.

## Leben
Ulrich Fugger, der als jüngster Sohn von Raymund Fugger dem Augsburger Handelshaus der Familie Fugger entstammte, war für die geistliche Laufbahn bestimmt und erhielt eine humanistische Ausbildung. 1543 ist er in Bologna nachgewiesen. Es folgte ein Studium in Bourges. Seit dieser Zeit betätigte er sich als Förderer der Wissenschaften und leidenschaftlicher Büchersammler. Über Agenten ließ er vorrangig in Venedig hebräische, lateinische und griechische Handschriften erwerben. Darüber hinaus sammelte er zeitgenössische reformatorische Schriften. Beim Aufbau seiner Bibliothek halfen ihm die europaweiten Kontakte der Familie Fugger. In späteren Jahren erwarb er für den Aufbau seiner Sammlung ganze Bibliotheken, u. a. des Augsburger Arztes und Humanisten Achilles Pirminius Gasser, des italienischen Humanisten Giannozzo Manetti und des kurpfälzischen Kanzlers Jobst II Reuber. Allein zwischen 1546 und 1553 gab er die enorme Summe von 126.000 Gulden für Bücherankäufe und Unterstützung Gelehrter aus.
Das Verdienst von Ulrich Fugger liegt vor allem in der Unterstützung verbesserter Ausgaben griechischer und lateinischer Autoren, unter anderem in der Kooperation mit Henri Estienne. Er war daran auch mit eigenen Studien beteiligt.
Aufgrund seiner protestantischen Gesinnung (1553 konvertiert) sowie der hohen Schuldenlast geriet er zunehmend in Konflikt mit seiner katholischen Familie. 1562 wurde er aufgrund überhöhter Ausgaben von der Firma unter Kuratel gestellt. 1564 nahm er das Angebot von Friedrich III. (Pfalz) an und siedelte nach Heidelberg über. 1567 wurde seine bedeutende Bibliothek nachgeholt und als Teil der Bibliotheca Palatina in der Heiliggeistkirche aufgestellt, wo sie auch nach seinem Tod 1584 verblieb.